# Coelospermum salomoniense
Coelospermum salomoniense là một loài thực vật có hoa trong họ Thiến thảo. Loài này được (Engl.) J.T.Johanss. mô tả khoa học đầu tiên năm 1988.